# Hind Ben Abdelkader
Hind Ben Abdelkader (Brussel, 21 juli 1995) is een Belgisch basketbalspeelster met Marokkaanse roots. Haar positie is shooting guard. Ze speelt in Europa sinds 2021 bij het Russische BK Nika Syktyvkar. Sinds 2022 is Abdelkader na zes jaar onderbreking weer lid van het Belgisch nationaal basketbalteam, de Belgian Cats.

## Carrière
In 2010 brak Abdelkader door bij IMC Dames Waregem waarmee ze in 2011 Belgisch kampioen werd. In België speelde ze verder nog voor Namur Capitale en Sint-Katelijne-Waver. In 2014 vertrok ze naar het buitenland om achtereenvolgens uit te komen voor het Spaanse Cadi la Seu, het Franse Nice, het Poolse Krakau en het Turkse Hatay.
In 2014 speelde Abdelkader voor een korte periode bij Indiana Fever in de WNBA. In veertien wedstrijden was ze goed voor een gemiddelde van 10,2 minuten en 2,1 punten. In mei 2015 mocht Abdelkader drie weken mee op trainingskamp met Chicago Sky maar werd uiteindelijk niet geselecteerd voor het komende WNBA seizoen.
In 2021 volgde een operatie en lange revalidatie na een zware knieblessure. Sinds eind dat jaar speelt ze bij het Russische BK Nika Syktyvkar.

## Nationaal team
In 2014 behaalde Abdelkader samen met Ann Wauters, Sara Leemans en Stéphanie Medjo brons tegen Tsjechië op het WK 3×3-basketbal in Moskou.
Abdelkader doorliep verscheidene reeksen van de Belgische nationale jeugdteams. Sinds 2015 speelt ze bij de Belgian Cats. In 2017 besloot ze te stoppen met het nationaal team maar kwam terug op deze beslissing begin 2022.

## Trivia
Abdelkader was de derde Belgische speelster die uitkwam in de WNBA, na Ann Wauters en Emma Meesseman.